# HD223991
HD223991 — подвійна зоря. 
Ця подвійна система має видиму зоряну величину в смузі V приблизно 6,8.
Вона розташована на відстані близько 301,4 світлових років від Сонця.

## Подвійна зоря
Головна зоря цієї системи належить до хімічно пекулярних зір й має спектральний клас A1.
Інша компонента має  спектральний клас A7.

## Фізичні характеристики
Зоря HD223991 обертається 
порівняно повільно 
навколо своєї осі. Проєкція її екваторіальної швидкості на промінь зору становить  Vsin(i)= 31км/сек.